# 2015年國際足協收賄案
2015年國際足協收賄案指2015年5月涉及国际体育管理机构国际足联多名官员的腐败案件。临近2015年5月底，有14人因与美国联邦调查局（FBI）和美国国家税务局刑事调查司（IRS-CI）调查的电信诈骗、敲诈和洗钱案而被捕。该调查主要围绕着洲际足球协会机构南美足联（CONMEBOL）、中北美洲及加勒比海足球协会（CONCACAF）和体育营销主管官员之间。体育营销主管持有包括世界杯足球赛美洲区资格赛、美洲金盃和美洲杯足球赛等高知名度国家赛事的媒体和营销权。
曾担任过開曼群島足協主席的CONCACAF主席杰弗里·韦伯（英語：Jeffrey Webb）因其与两名涉及案件的国际足联执行委员会成员——哥斯达黎加足球协会的爱德华多·李（英語：Eduardo Li）和前乌拉圭足球协会官员欧金尼奥·菲格雷（英語：Eugenio Figueredo）——有关联而被捕。前南美足联主席尼古拉斯·莱昂玆（西班牙語：Nicolás Leoz）和CONCACAF主席杰克·华纳也被捕。该调查自2013年7月华纳的儿子达尔易首个被捕以来，历时数年。
5月27日，七名现任国际足联官员在苏黎世巴尔克拉酒店（德語：Baur au Lac）被捕，他们正准备参加原定选举国际足联主席的第65届国际足联大会。他们涉嫌收受1.5亿美元的贿赂而被引渡到美国。CONCACAF在迈阿密的总部也遭到突袭。此案引发澳大利亚、哥伦比亚、哥斯达黎加和瑞士开展或加强对腐败国际足联官员的独立调查。
今次事件亦涉及俄羅斯2018年世界盃足球賽和卡塔爾2022年世界盃足球賽的申辦過程。

## 背景
自2010年起，英国调查记者安德鲁·詹宁斯（Andrew Jennings）曾多次报道国际足联涉嫌贪污，其报道在BBC纪录片栏目《全景》2010年11月29日的《国际足联的肮脏秘密》（FIFA's Dirty Secrets）中播出。
2015年的被捕官员涉及利用贿赂、诈骗和洗钱从国际足联美洲赛事媒体和宣传授权的颁发中敛财约150億美元，包括至少从2016年美国举办的美洲纪念杯（Copa América Centenario）中收贿1.1亿美元。此外，纽约布鲁克林地方法院下发的起诉书称受贿官员试图影响球服赞助商合同和2010年世界杯足球赛东道国选举和2011年国际足联主席选举。具体来说，一家不愿透露姓名的体育器材公司（多方来源指其为耐克公司）据称为夺得巴西国家足球队制服、鞋类、配件和装备的独家供应商，支付了至少4000万美元的贿款。
2013年，美国足球协会主席和CONCACAF官员查克·布雷泽承认包括合谋诈骗、洗钱以及涉及所得税和金融等10项刑事指控罪行。本雷泽希望透过认罪避开更为严重的敲诈指控，其刑罚最高达20年监禁。布雷泽随后录下了与国际足联官员在2012年伦敦奥运会期间的秘密会谈的录音，据称录音设备在钥匙圈内。
IRS-CI和FBI探员首次接触布雷泽是在2011年，当时正在调查布雷泽涉及自20世纪90年代初期开始在世界杯申办过程中受贿一案。这一对布雷泽不利的信息在苏黎世逮捕行动当日公布。
2011年5月，《星期日泰晤士报》公布了举报非洲足联的主席伊萨·哈雅图和执行委员会成员雅克·安奥马（Jacques Anouma）接受卡塔尔的150万美元的贿赂，支持他们申办2022年世界杯足球赛。
2013年，前国际足联主席若昂·阿维兰热和巴西足球协会主席里卡多·特谢拉均被发现受贿达数百万美元。国际足联执行委员会成员马尼拉勒·费尔南多因受贿会腐败被终身停职。
2015年5月24日，丑闻爆发前几天，阿根廷前足球运动员迭戈·马拉多纳在英国报纸《每日电讯报》上撰文，向阿里·本·侯赛因王子参加即将到来国际足联主席选举全力开炮。马拉多纳直言不讳地称，国际足联玩“球场腐败”，让塞普·布拉特处在耻辱和痛苦的尴尬中。他称布拉特是“独裁者”，对布拉特可能赢得他第五个国际足联主席的任期表示惊异，这说明国际足联有财物损失，尝试根除种族主义和妇女歧视失败。他还谴责布拉特“周围的人都是钱包鼓鼓的骗子”，“穷尽半生阻挠外界调查国际足联的财务。”他表示，因为布拉特“身陷庞大的经济损失，收受贿赂，不知道他成了“傻瓜或骗子”。
2015年月底，国际足联秘书长瓦尔克据报2010年世界杯足球赛选举期间收受贿赂。尽管在美国没有被起诉为同伙，但他被指控在2008年从国际足联将1000万美元转账到杰克·华纳的名下，一名美国检察官指控杰克·华纳受贿帮助南非赢得2010年世界杯足球赛举办权的起诉书成了关键证据。
逮捕行动过后不久，意大利报章《罗马体育报》声称2002年世界杯足球赛涉嫌有内定比赛，指出裁判裁決時偏袒韓方，質疑電子裁判器的安裝過慢富有想像空間的聲浪也出現。2006年競選中，南非遭德國以一票之差敗北，也引起人們對德國人企圖賄赂FIFA的懷疑。同時巴西主辦的2014年世界杯足球赛也遭到FBI调查。

## 涉案事件

### 此前已經舉辦的比賽
意大利报章《罗马体育报》声称2002年世界杯足球赛涉嫌有内定比赛，指出裁判裁決時偏袒韓方，質疑電子裁判器的安裝過慢富有想像空間的聲浪也出現。
2006年競選中，南非遭德國以一票之差敗北，也引起人們對德國人企圖賄絡FIFA的懷疑。
同時巴西主辦的2014年世界杯足球赛也遭到FBI调查。

### 此前還未舉辦的比賽
2011年5月，《星期日泰晤士报》公布了举报非洲足联的主席伊萨·哈雅图和执行委员会成员雅克·安奥马（Jacques Anouma）接受卡塔尔的150万美元的贿赂，支持他们申办2022年世界杯足球赛。
如果行賄情節屬實，俄羅斯及卡塔爾的舉辦世界盃的利潤均會遭到重罰或者沒收甚至丟掉主辦權，以及期限內失去世界盃再次主辦權。即使確定沒有這個問題，獲得主辦權之後至今也已受到一定程度的批評（俄羅斯：國家支持下服用禁藥的醜聞、種族歧視問題；卡達：勞工權益、環境問題）。

## 调查
国际足联委托美国律师迈克尔·J·加西亚调查俄罗斯2018年世界杯足球赛和卡塔尔2022年世界杯足球赛的申办过程。2014年11月，国际足联将加西亚报告的复印件提交给瑞士律政司。律政司表示有“理由怀疑在个别情况下，瑞士资产的国际转移值得刑事检控机关的研究。”
2015年5月，FBI调查引发逮捕行动当日，瑞士检察部门在单独行动中，发起了一项关于2018年和2022年赛事申办过程中“涉嫌刑事管理不善和洗钱”的独立调查。瑞士当局突击搜查国际足联苏黎世总部，查获“电子数据和文档”。瑞士警方还计划传讯十名参加2010年12月的2018年和2022年世界杯投票的十名国际足联执行委员会成员。
2015年6月3日，查克·布雷泽承认与其他人收受法国和南非世界杯的贿赂。南非足协负责人丹尼·乔丹承认向2008年杰克·华纳主管的体育机构支付1000万美元，但否认是为2010年世界杯足球赛的申办而行贿。

## 后续
5月底，俄罗斯外交部谴责本次逮捕：“由于逮捕行动的细节还没有透露，我们得出这是美国法律在境外非法使用的另一个例子的事实。我们再一次敦促华盛顿不要把自己定位为远超出其国境的法官，遵循国际公认的法律程序。”俄罗斯总统弗拉基米尔·普京公开表示，「美國人管太寬，少數足總官員的錯誤被過度放大」，他认为美国積極的腐败调查是想製造壓力推翻布拉特的职位，以惩罚他继续支持俄罗斯主办2018年世界杯足球赛。
北美足球联赛主席委员会中断亚伦·戴维森和交通体育的业务联系。交通体育掌管的球队卡罗莱纳铁路鹰（Carolina RailHawks）被允许正常运营。
5月29日，赢得国际足联主席连任的布拉特遭到越来越多的批评。然而，他在四天后宣布辞去主席职位。布拉特将继续担任该职，直至国际足联特别大会举行新的选举。
5月31日，杰克·华纳在他的Facebook主页上发布了他的自拍视频，他原因讽刺报纸《洋葱报》的文章，声称自己无辜。
6月3日，FBI公布声明，表示前国际足联成员、CONCACAF主席查克·布雷泽因此前的受贿指控而被逮捕和起诉。布雷泽表示，他“和其他人动用了我们的官方全力，同意参与一项诈骗国际足联和CONCACAFF，接受秘密贿赂以提供正直服务权利的计划。”他“和其他人在1992年前后接受贿赂，以方便认可1998年世界杯足球赛主办国选举。”他和其他国际足联执行委员会成员一致同意选择南非作为2010年世界杯足球赛的主办国。”
6月3日，紧接着赛普·布拉特的辞职和前国际足联主席查克·布雷泽的口供，前国际足联副主席杰克·华纳在电视政治演讲中表示，他不再打算“保守他们想要积极争取毁掉国家（指特立尼达和多巴哥）的秘密”，“洗手不干”。他还声称“已编制了一系列全面和详细的文件，包括支票和确凿的声明”。他还透露“他了解到国际足联的某些交易知识，不单只是主席布拉特。”他担心自己的生命遭到进一步威胁，表示“甚至连死亡也不能阻止这次将要来的雪崩。这次死亡是注定的了。不可能回头的了。只能眼看着他们中枪。”